# Arctosa ziyunensis
Arctosa ziyunensis este o specie de păianjeni din genul Arctosa, familia Lycosidae, descrisă de Yin, Peng și Bao, 1997. Conform Catalogue of Life specia Arctosa ziyunensis nu are subspecii cunoscute.